# Кассім Маджаліва
Кассім Маджаліва (нар. 22 грудня 1960) — танзанійський політичний діяч, з 2015 року є прем'єр-міністром Танзанії. На цю посаду був призначений президентом Джономом Магуфулі після виборів 2015 року. Член правлячої партії Чама Ча Мапіндузі. З 2010 року — депутат округу Руангва в Лінді.

## Біографія, освіта
Маджаліва народився 22 грудня 1960 року. Закінчив Середню Школу Кігонсера в 1983 році, після чого протягом шістнадцяти років працював учителем. В 1993 році здобув вчительський диплом в коледжі Мтвара, в 1998 році здобув ступінь бакалавра освіти університету Дар-ес-Салама. В 1999 році Маджаліва приєднався до профспілкового руху і до 2006 року був окружним і регіональним секретарем в Асоціації вчителів Танзанії. В 2006—2010 роках комісар району Урамбо.

## Політична кар'єра
Маджаліва був вперше обраний до парламенту на загальних виборах 2010 року. Був заступником державного міністра з питань регіонального управління та місцевого самоврядування у 2010—2015 роках. На загальних виборах 2015 року Маджаліва був переобраний в Руангве, перемігши Омарі Макото з Об'єднаного Громадянського фронту, з 31 281 голосом проти 25 536.
Після обрання Джона Магуфулі президентом в 2015 році, 19 січня 2015 року Манаджава був призначений прем'єр-міністром. Це призначення стало несподіванкою навіть для нього самого, оскільки він був відносним новачком у виборчій політиці. Його вибір був змотивувати його смиренням, чесністю, етикою роботи, а також регіональними міркуваннями: очікувалося, що новий прем'єр-міністр буде родом з південних районів, з яких якраз походив Маджаліва. Враховувалися також його досвід освіти, як вчителя, і заступника міністра. Опозиція критикувала призначення Маджаліви, посилаючись на відсутність у нього необхідного досвіду.